# 甘肃瓦韦
甘肃瓦韦（学名：Lepisorus kansuensis）为水龙骨科瓦韦属下的一个种。

## 扩展阅读
維基物種上的相關：甘肃瓦韦